# Josè Rallo
Giuseppina Rallo, detta Josè (Roma, 2 ottobre 1964), è un'imprenditrice italiana.

## Biografia
Giuseppina José Rallo si è laureata in Economia e Commercio con lode e menzione d’onore presso la Scuola Superiore di Studi Universitari e di Perfezionamento S. Anna di Pisa. Nei primi anni ’90 José Rallo è entrata in Donnafugata, l’azienda vitivinicola di famiglia fondata nel 1983 dai genitori Giacomo e Gabriella.
Insieme al fratello Antonio, ne è amministratore delegato; Donnafugata ha 5 cantine ed oltre 400 ettari di vigneti in varie zone della Sicilia. Volto e voce dell’azienda, José Rallo guida il team marketing e pubbliche relazioni.

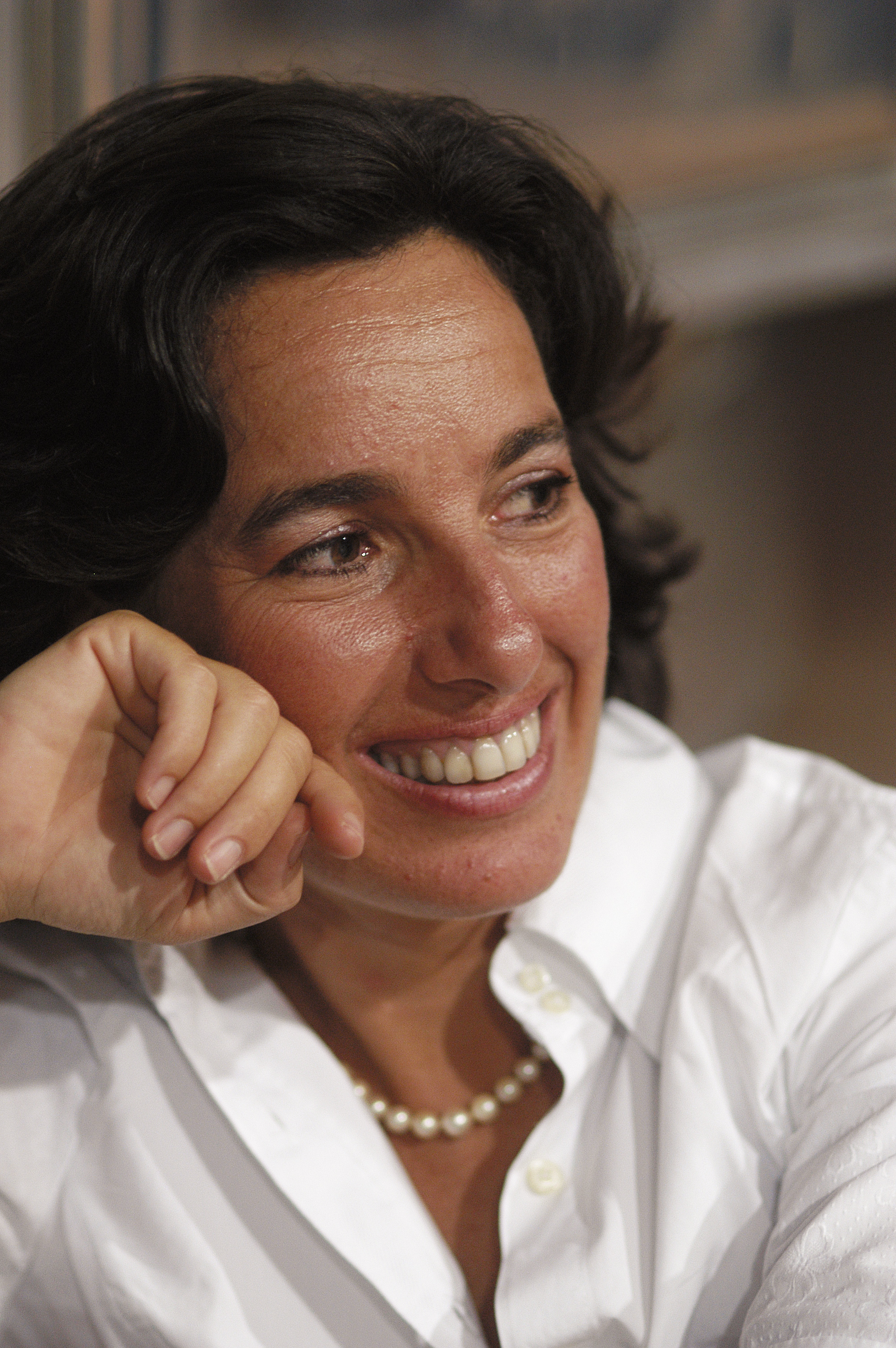
Jose Rallo Donnafugata ph Scafidi

Prima donna membro del CdA del Banco di Sicilia su nomina di UniCredit e presidente del Comitato Territoriale Sicilia (2008-2010). È membro dell'Associazione Donne del Vino e consigliere di Assovini Sicilia, l'associazione delle aziende siciliane di vitivinicoltura.
Nella sua carriera ha ricevuto diversi importanti riconoscimenti: nel 2002 il premio Marisa Bellisario, per "aver rivoluzionato, in chiave femminile, l’immagine del vino siciliano nel mondo".; Cavaliere dell’Ordine al Merito della Repubblica Italiana nel 2009; Premio Firenze Donna nel 2010; Accademico dei Georgofili nel 2017,; nel 2018 il remio “L’Italia che comunica con Arte” assegnato dall'Unione Imprese di Comunicazione.
Nel maggio 2018 sarebbe stata indicata dal presidente del Consiglio incaricato Carlo Cottarelli come Ministro dell'Agricoltura.
Ad ottobre 2020 è stata nominata nel consiglio di amministrazione dell'ICE - Agenzia per la promozione all'estero e l'internazionalizzazione delle imprese italiane. Nel giugno del 2021 è stata nominata consigliere di amministrazione del FAI - Fondo Ambiente Italiano.